# 沟沿镇
沟沿镇，是中华人民共和国辽宁省营口市大石桥市下辖的一个乡镇级行政单位。

## 行政区划
沟沿镇下辖以下地区：
沟沿村、后刘村、赵家村、东古村、西古村、北岗村、碾坊村、立志村、八家村、外林村、新风村、闫家村、李家村、鲍家村、北湾村和青天村。